# Kobayakawa Takakage
Kobayakawa Takakage (小早川 隆景?; 1533 – 26 luglio 1597) è stato un militare e daimyō giapponese che visse durante l'epoca Sengoku, ed uno dei figli di Mōri Motonari. Adottato dal capo del clan Kobayakawa, cambiò il suo nome e succedette al padre adottivo dopo la sua morte nel 1545.

## Biografia
Takakage fu il terzo figlio di Mōri Motonari e nacque con il nome Tokujumaru (徳寿丸). 
Nel 1541 il tredicesimo capo del ramo di Takehara del clan Kobayakawa, Kobayakawa Okikage (小早川興景), si ammalò e morì mentre attaccava il castello di Sato-Kanayama (佐東銀山城). Nel novembre del 1543, poiché non aveva erede, Tokujumaru ne venne dichiarato successore perché era cugino della moglie di Okikage. Quindi a dodici anni divenne il XIV° capo del clan Takehara-Kobayakawa (原小早川氏) e ricevette il nome di Kobayakawa Takakage.
Nel 1547, quando Ōuchi Yoshitaka attaccò il castello di Kannabe (神辺城) nella provincia di Bingo, Takakage servì come uno dei suoi comandanti e fu altamente elogiato per aver catturato il castello di supporto di Kannabe, ossia la fortezza Ryūōzan (龍王山砦), con i suoi soli uomini.
L'altro ramo del clan Kobayakawa era il Numata-Kobayakawa (沼田小早川氏). Il capo della famiglia, Kobayakawa Shigehira (小早川繁平), era giovane e cieco a causa di una malattia agli occhi, quindi nel 1550 fu deciso che Takakage sarebbe diventato erede del ramo di Numata e alla fine avrebbe unito i due rami rivali del clan. Il ramo di Takehara-Kobayakawa cessò di esistere e Takakage si trasferì nel castello di Takayama (高山城), la base principale del ramo di Numata. Nel 1552 Takakage decise di costruire un nuovo castello principale sul fiume Numata (沼 田 川) e lo chiamò Niitakayama Castle (新高山城). Sposò Lady Toida, figlia di Kobayakawa Masahira e sorella del cieco Kobayakawa Shigehira, per consolidare la sua successione. Non avrebbero mai avuto figli per ragioni sconosciute, ma in seguito ne avrebbero adottato per mantenere in vita il clan.
Divenne, assieme a suo fratello Kikkawa Motoharu, un pilastro del clan Mōri e combatté coraggiosamente in numerose battaglie. Assieme a Motoharu venne conosciuto come “Mōri Ryōkawa", tradotto  “i due fiumi dei Mōri" (毛利両川). Assieme al fratello partecipò alle campagne del padre dove mise in mostra le sue doti di generale. Partecipò alle battaglie di Oshikibata (1554), Miyajima (1555), Moji (1561), Shiraga (1563), Torisaka (1568), Tatarahama (1569), Fubeyama (1570) oltre che agli assedi di Gassan-Toda contro il clan Amago.
Nel 1571 Motonari morì e Takakage continuò a servire i Mōri anche sotto la guida di Mōri Terumoto assieme al quale affrontò Oda Nobunaga che iniziò l'espansione del clan Oda a ovest. Guidò le forze Mōri durante le battaglie di Kizugawaguchi (1576-1578). Hashiba Hideyoshi, che in seguito divenne noto come Toyotomi Hideyoshi, fu il generale sotto Nobunaga incaricato della spinta nella regione di Chūgoku. Intensificò i suoi sforzi per avanzare e le forze Mōri continuarono a essere spinte indietro. Nel 1579 Ukita Naoie della provincia di Bizen credeva che la lotta contro Nobunaga fosse senza speranza e si defilò dalla lotta, inviando solo una piccola forza simbolica per aiutare i Mōri. Nel 1580 cadde il castello Miki della provincia di Harima che aveva trattenuto le forze di Oda per due anni. Inoltre, nel 1581, cadde anche il castello Tottori della provincia di Inaba in preda alla fame.
Nel 1582 iniziò l'assedio di Takamatsu nella provincia di Bitchū. Takakage guidò la forza principale dei Mōri assieme a Mōri Terumoto e Kikkawa Motoharu guidando 30.000 uomini. Tuttavia Hideyoshi, che aveva con lui 30.000 uomini, sapeva che l'esercito principale di Nobunaga, il quale aveva appena sconfitto il clan Takeda, stava marciando verso la regione di Chūgoku. Takekage iniziò trattative segrete con Hideyoshi usando i suoi diplomatici Hayashi Narinaga e Ankokuji Ekei. Nel giugno di quell'anno Hideyoshi viene a sapere della morte di Oda Nobunaga durante l'incidente di Honnō-ji da parte di Akechi Mitsuhide e si affrettò a tornare a Kyoto per vendicare il suo padrone. Akechi Mitsuhide aveva inviato una lettera segreta a Mōri Terumoto promettendogli grandi cose, ma gli uomini di Hideyoshi intercettarono il messaggero. Hideyoshi inviò trattò quindi con i diplomatici di Mōri, Hayashi Narinaga e Ankokuji Ekei, senza dire loro che Nobunaga era stato assassinato. Propose la pace se i Mōri gli avesse ceduto le province di Hōki, Mimasaka e Bitchū. I diplomatici pensarono che Mimasaka fosse già sostanzialmente caduta, e Hōki era solo una questione di tempo. Anche Shimizu Muneharu, il difensore del castello di Takamatsu, si suicidò per salvare la guarnigione del castello. Mōri Terumoto aveva scoperto della morte di Nobunaga e voleva attaccare Hideyoshi, ma fu fermato dal consiglio di Takakage e dei due diplomatici che erano molto rispettati nel clan Mōri. Si dice che Takakage disse: "È un peccato per il samurai fare pace prima che il sangue dei nostri amici sia asciugato dalle loro spade".

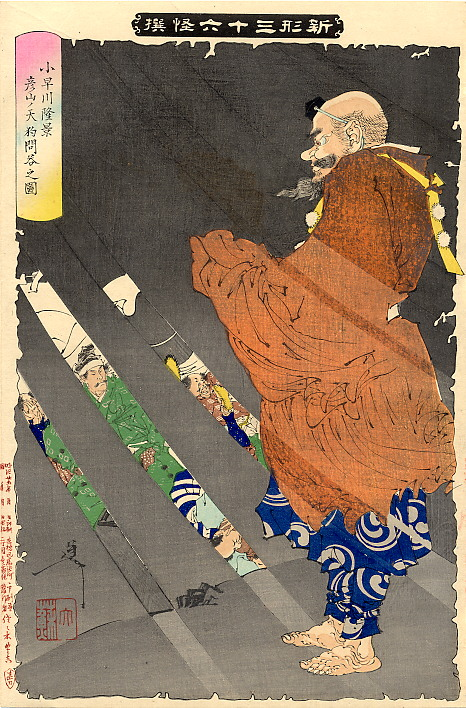
Kobayakawa Takakage

Dopo questi eventi Takakage iniziò una corrispondenza di lunga data con Hideyoshi. Takakage ebbe un ruolo importante nelle campagne di Shikoku e Kyūshū e gli furono assegnate le provincia di Chikuzen, Chikugo e Hizen nel 1586 per un totale di 371.000 koku. 
Tuttavia Takakage obiettò che era impossibile per i tre clan Mōri, Kikkawa e Kobayakawa amministrare adeguatamente queste province poiché avevano già da sette a otto province nella regione di Chūgoku a cui si aggiungevano ora le tre del Kyūshū. Al contrario Hideyoshi cercò di fargli amministrare le province rendendone due pubbliche ma Takakage declinò ripetutamente e disse che suo nipote Mōri Terumoto era ancora troppo giovane e che suo fratello Kikkawa Motoharu era già morto. Propose di installare ufficiali competenti a Chikuzen e Chikugo e si sarebbe anche alternato a Sassa Narimasa ogni sei mesi o sei anni. Hideyoshi rifiutò le sue dimissioni dalle province e questa fu un'opportunità per Takakage di diventare un signore indipendente sotto l'amministrazione Toyotomi.
Nel 1587 morì il suo servitore Kōno Michinao che aveva trasferito nel Kyūshū. Ciò lasciò Takakage con il problema di prendersi cura delle province del Kyūshū senza aiuto e per la natura sospetta della sua morte poiché potrebbe essere stato assassinato dallo stesso Hideyoshi. Dato che anche Saionji Kinmochi fu ucciso nello stesso momento durante il trasporto di uomini di Takakage a Kyūshū, sembrò che Hideyoshi stesse cercando di togliere il potere al clan Kobayakawa eliminando i suoi migliori servitori. Hideyoshi era noto per averlo fatto in altre occasioni.
Nel 1590 Takekage comunque si unì a Hideyoshi nell'assedio di Odawara. Condusse una divisione delle truppe del Kyūshū in Corea nel 1592 (divisione che contava circa 16.000 uomini in totale) e sconfisse una forza cinese nella battaglia di Byeokjegwan vicino a Pyongyang nel 1593. Fu comunque sotto continuo attacco dai guerriglieri coreani nella provincia di Jeolla verso la fine dell'anno fu costretto a ritirarsi. Nel 1595 fu nominato uno dei reggenti originali (che divennero sei prima della sua morte) e gli fu conferito il titolo Chūnagon da Hideyoshi, con il quale era diventato amico fidato. 
Essendo senza figli, adottò il nipote di Kobayakawa Hideaki come suo erede e morì a Mihara nella provincia di Bingo nel 1597. Spesso raffigurato come il più intelligente dei figli di Motonari, Takakage fu una delle grandi figure dell'ultima metà del periodo Sengoku.